# Hillsville
La ville américaine de Hillsville est le siège du comté de Carroll, dans l’État de Virginie. Lors du recensement de 2010, sa population s’élevait à 2 681 habitants.

## Source
- (en) Cet article est partiellement ou en totalité issu de l’article de Wikipédia en anglais intitulé « Hillsville, Virginia » (voir la liste des auteurs).